# كارلوس ريفاس (لاعب كرة قدم)
كارلوس ريفاس (بالإسبانية: Carlos Augusto Rivas)‏ هو لاعب كرة قدم كولومبي في مركز الهجوم، ولد في 15 أبريل 1994 في Jamundí ‏ في كولومبيا. لعب مع أورلاندو سيتي وأونس كالداس وديبورتيفو كالي.

## وصلات خارجية
- كارلوس ريفاس (لاعب كرة قدم) على موقع الدوري الأمريكي (الإنجليزية)
- كارلوس ريفاس (لاعب كرة قدم) على موقع قاعدة بيانات كرة القدم.إي يو (الإنجليزية)
- كارلوس ريفاس (لاعب كرة قدم) على موقع Soccerway.com (الإنجليزية)
- كارلوس ريفاس (لاعب كرة قدم) على موقع AS.com (الإسبانية)